# Culex flabellifer
Culex flabellifer är en tvåvingeart som beskrevs av William H.W. Komp 1936. Culex flabellifer ingår i släktet Culex och familjen stickmyggor. Inga underarter finns listade i Catalogue of Life.